# Lia Pasqualino Noto
Lia Pasqualino Noto (Palermo, 22 agosto 1909 – Palermo, 25 febbraio 1998) è stata una pittrice, collezionista d'arte e gallerista italiana.

## Biografia
Lia Noto nasce a Palermo nel 1909; è l'unica figlia di Attilia Tellera e Antonino Noto, ginecologo fondatore nel 1927 dell'omonima clinica privata in via Dante a Palermo. Studia con insegnanti privati manifestando subito il suo amore per la pittura. A undici anni segue gli insegnamenti del maestro e artista bagherese Onofrio Tomaselli (1866-1956).
A diciassette anni conosce uno studente in medicina appassionato d'arte, Guglielmo Pasqualino (1904 - 1987), che sposerà nel 1930. Nel 1935 il dottor Pasqualino viene nominato Direttore sanitario della clinica privata del suocero, che da allora prende il nome di Clinica Noto Pasqualino.

### Gli anni trenta, tra rinnovamenti e contrasti

Lia Noto, Leda metafisica, ca. 1928

Alla fine degli anni venti, alla pittura futurista fece seguito il movimento dei novecentisti.
In questo contesto, non privo di accese polemiche e contrasti nel mondo artistico e culturale dell'epoca, Lia Pasqualino Noto inizia a provare interesse per la pittura moderna e, con il frutto dei primi esperimenti, partecipa alle prime mostre.
Entra in contatto con il pittore futurista Pippo Rizzo, professore all'Accademia di belle arti di Palermo nonché segretario del Sindacato Fascista delle Belle Arti della Sicilia dal 1928, incaricato di organizzare tutte le mostre relative al programma culturale del regime. Da lui la giovane pittrice riceve i primi riconoscimenti e incoraggiamenti.
Espone per la prima volta nel 1929 alla II Mostra Sindacale Siciliana; da quel momento sarà costantemente presente alle principali manifestazioni siciliane e nazionali. È del 1932 la sua prima personale nella rotonda del Teatro Massimo di Palermo.
Lo stile della pittrice si colloca nel generale contesto di un Novecento italiano ormai in piena fase discendente.

### Il Gruppo dei Quattro, 1932 - 1937
Tra i frequentatori dello studio di Pippo Rizzo, la giovane pittrice incontra uno studente in giurisprudenza appassionato di pittura, Renato Guttuso, e due scultori, Giovanni Barbera e Nino Franchina, tutti appena ventenni. Nasce una profonda amicizia, accomunata dalla ricerca di una personale identità artistica. Insieme condividono un desiderio di mutamento, di non allineamento al tentativo del regime di imporre una pittura di Stato attraverso la corrente novecentista.
Ispirandosi ai Sei di Torino, si forma quindi il Gruppo dei Quattro che si impone all'attenzione nazionale proponendo un'alternativa polemica al nuovo accademismo classicheggiante caratterizzato dalla purezza delle forme e dall'armonia nella composizione appiattito nel ruolo di arte di regime. I Quattro riescono, seppur per breve tempo, a conquistare la terza pagina de L'Ora dove pubblicano vivaci articoli di protesta. Nel 1933 firmano insieme una lettera di protesta contro Antonio Maraini che li ha esclusi dalla Biennale di Venezia.
Si incontrano in casa Pasqualino Noto in via Dante, oppure allo studio di Barbera e Franchina in Corso Pisani circa una volta a settimana, discutono d'arte, consultano testi illustrati in grande formato e cataloghi, ascoltano musica e criticano, ognuno a modo proprio, il fascismo.
Altri artisti si uniscono spesso alla compagnia animati dallo stesso interesse: un rinnovamento radicale delle arti figurative. Tra loro Alberto Paolo Bevilacqua, Pippo Rizzo, Leo Castro (1884-1970), Raffaele De Grada junior, figlio di Raffaele De Grada, Mimì Maria Lazzaro, Corrado Cagli, Topazia Alliata appena diciottenne, il suo futuro marito l'etnologo Fosco Maraini, e altri intellettuali simpatizzanti come Basilio Franchina, futuro regista fratello di Nino, il musicista Orazio Fiume, l'antropologo Giuseppe Cocchiara, il professor Emilio Segrè, la studentessa Nora Lombroso nipote di Cesare Lombroso, il dottor Maurizio Ascoli, il critico d'arte Guido Ballo, il futuro presidente della Regione Siciliana e Ministro Franco Restivo, i giornalisti de L'Ora Giuseppe Basile e Franco Grasso, ecc.
I Quattro, avvicinando molte persone, sperano di creare un mercato locale d'arte contemporanea. Infatti a Palermo la pittura d'avanguardia viene guardata con diffidenza, il mercato artistico è quasi inesistente, se non per qualche pittore dell'Ottocento; i pittori del Novecento come Carrà, Sironi, Casorati vengono ignorati, non accettati.
Tappe fondamentali del Gruppo sono tre importanti mostre:
- giugno 1934: Galleria del Milione di Milano, Artisti Siciliani, con la presentazione di Carlo Carrà, Pietro Mignosi e conferenza di Edoardo Persico; le recensioni più significative sono di Carlo Carrà, Libero de Libero e Leonardo Sinisgalli.
- febbraio 1935: Galleria Bragaglia Fuori Commercio di Roma, Pasqualino Guttuso, Barbera Franchina, Disegni: due pitture due sculture; i suoi disegni sono notati e recensiti da Carlo Belli[5].
- giugno 1937: Galleria della Cometa di Roma, con presentazione di Libero de Libero.

In tali occasioni la pittrice entra in contatto con i protagonisti del dibattito artistico e culturale italiano, destinato a sfociare in una ferma e decisa opposizione al fascismo. Frequenta artisti con i quali ama intrattenersi e confrontarsi: a Milano con Virginio Ghiringhelli (Gino), Oreste Bogliardi e Atanasio Soldati, pittori astratti, parla di Mondrian, Kandinsky, Paul Klee, Kokoschka e dell'abolizione totale della figurazione; numerosi sono gli accenni al surrealismo e all'esperienza cubista di Braque e Picasso. Conosce Lucio Fontana, Gabriele Mucchi, Bruno Cassinari, Renato Birolli e Aligi Sassu che avrebbero poi costituito dal 1938 il movimento di Corrente, prima rivista e poi galleria.
A Roma frequenta Ernesto Treccani, Salvatore Quasimodo, Alfonso Gatto, Fiorenzo Tomea, Arturo Martini, Domenico Cantatore, Giuseppe Santomaso, Leonardo Sinisgalli, Beniamino Joppolo, i fratelli Mirko e Afro, Mario Mafai con la moglie Antonietta Raphaël, Libero de Libero, Antonello Trombadori, Corrado Cagli, Massimo Bontempelli. Conosce e apprezza la pittura di Scipione e della Scuola romana.
Sono incontri stimolanti che incoraggiano in lei la ricerca di nuove espressioni artistiche; elabora e fa propri modelli stilistici in netta contrapposizione alla tradizione novecentista e il suo stile evolve verso un linguaggio neoespressionista, privilegiando immagini frementi e fluenti. Tra i soggetti prevalgono nature morte e ritratti di interni.
Sul finire degli anni trenta il gruppo si scioglie e ognuno prende strade diverse: Guttuso e Franchina si dividono fra Milano e Parigi, Barbera purtroppo muore prematuramente.

L'infermiera. 1931

### Il lavoro di gallerista
Lia Pasqualino Noto rimane a Palermo. Continua a portare avanti da sola quell'esigenza di rinnovamento del gusto palermitano perseguito con i Quattro. Inizia un'intensa attività di gallerista: dal 1937 al 1940 in due stanze a pianterreno di Palazzo Forcella De Seta in Piazza della Kalsa, dirige la Galleria Mediterranea, allora unica galleria in Palermo ad esporre arte contemporanea.
Gli avvenimenti di maggior rilievo sono due mostre del 1937: Cinque artisti siciliani in agosto, e Sessanta artisti italiani in dicembre; e tre mostre del 1938: Rilievi di edilizia minore siciliana, la Mostra di Enrico Paulucci e un'antologica di Filippo de Pisis.
Durante la sua direzione riesce a far acquistare alla GAM di Palermo un significativo nucleo di opere del Novecento: opere di Mario Sironi, Felice Casorati, Fausto Pirandello, Enrico Paulucci, Francesco Trombadori, Carlo Carrà, Gino Severini, Arturo Tosi, Corrado Cagli, Massimo Campigli e Guttuso, autori che però ancora a Palermo non piacciono.
Nonostante l'acquisto venga criticato e attaccato dai giornali, l'operazione rivela l'inizio di un cambiamento: la funzione propulsiva a favore dell'arte moderna passa dall'istituzione sindacale siciliana all'iniziativa privata.
Chiuso Palazzo Forcella De Seta, trasferisce la galleria in via Ruggero Settimo alla Libreria di Fausto Flaccovio, (fondatore nel 1939 dell'omonima casa editrice), spingendosi alla ricerca di forme ai limiti dell'astrazione; oltre alla propria produzione recente ospita personali di Afro, Gabriele Mucchi, Orfeo Tamburi, Riccardo Natili, Paulucci e ancora Guttuso.
Intorno al 1940 si rende conto di quanto il favore di alcuni critici, che equivocando sul nome Pasqualino Noto la scambiano per un uomo, sia maggiore di quelli che la sanno donna. Pertanto le viene l'idea di nascondere la propria identità lasciando credere che l'autore dei dipinti sia suo marito. La cosa sembra facile e divertente, oltre che vantaggiosa: dimostra il valore della pittura di una donna, a patto di nascondere l'appartenenza al sesso femminile. Dopo due personali di successo firmate con il nome del marito (a Genova e Milano), un'intima ribellione comincia a farsi strada in lei, ma lo scoppio della guerra la distoglierà dalla questione. La sua attività proseguirà fra la casa di Palermo e la campagna di Aquino, fra gli agrumeti.

### Dal dopoguerra
È di questo periodo (1945) l'affresco nella piccola cappella della clinica Noto da lei decorata per gli ammalati. L'artista racconta sulle pareti la via Crucis, attualizzata con segni e immagini contemporanei. Foto
Tra il 1947 e il 1953 nasce il ciclo delle Battaglie dei paladini; propone un quadro di grandi dimensioni raffigurante La battaglia di Roncisvalle alla Quadriennale di Roma del 1948, ma viene giudicato troppo grande e perciò scartato.

Lia Pasqualino Noto non abbandonerà mai Palermo; rimarrà vicino alla famiglia, al marito Guglielmo e ai figli Antonio (1931 - 1995) e Beatrice (1935). La scelta così descritta: 
 le impedirà, negli anni a venire, di condividere con i compagni di un tempo i nuovi fermenti culturali, le nuove tendenze artistiche che culmineranno negli anni cinquanta con l'affermazione dell'astrattismo e dell'informale. Tutto sembra cambiare rapidamente: il pennello viene sostituito dallo spruzzatore, la figurazione, fatta eccezione per Guttuso e pochi altri, sembra ormai bandita per sempre.

Ritratto di Giuseppe Tomasi di Lampedusa. 1985

La pittrice prosegue la sua personale ricerca e il suo lungo colloquio con l'arte, continua sempre a dipingere rimanendo però in disparte dalle ribalte, in un silenzio fatto di concentrazione e riflessione che durerà fino al 1969. Temi preferiti sono autoritratti, ritratti, nature morte, paesaggi, nudi.

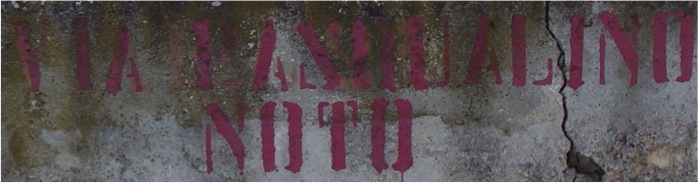
Palermo. Via Lia Pasqualino Noto

Nel 1969, spinta dal figlio Antonio, dal suo amico professor Antonino Buttitta e dal critico d'arte Nello Ponente, esce dal silenzio con una personale alla Galleria d'Arte al Borgo a Palermo. Torna all'attenzione della critica nazionale ed espone nel 1970 a Milano alla Galleria 32, con presentazione di Vittorio Fagone e Guttuso. Poi a Roma alla Galleria Don Chisciotte. I critici scrivono di lei e del suo lavoro con vivo interesse.
Sul finire degli anni sessanta i temi da lei trattati sono ispirati dagli avvenimenti del tempo e dalle cose di tutti i giorni: grammofoni, bicchieri, riviste, whisky, Coca-Cola, televisori, automobili, oggetti talvolta presentati come "aggressivi"; Composizioni legate al timore della degenerazione della civiltà e dell'alienata condizione dell'uomo contemporaneo. Nasce la serie dei Drappi, dei Paesaggi e degli Allunaggi in cui figure femminili rimpiccioliscono di fronte ad uno schermo televisivo che diventa parete spalancata sulla luna, mentre gli astronauti sembrano galleggiare nella stanza; l'evento tecnologico diventa soprattutto evento fantastico. Seguiranno altre serie: Fantasie marine (1977), il ciclo dei Quattro elementi, (terra, fuoco, aria, acqua) (1983), la Trilogia della memoria (1988-1989).
(Renato Guttuso, introduzione Catalogo mostra antologica, Sala Barbo di Palazzo Venezia, Roma, 6 maggio 1986)
Lia Pasqualino Noto seguita a dipingere sino alla morte, avvenuta a Palermo il 25 febbraio 1998. È sepolta nella tomba di famiglia nel Cimitero dei Cappuccini a Palermo.

## Intitolazioni
A Palermo, nel rione Brancaccio-Ciaculli, c'è una strada a lei intitolata.

## Le principali mostre personali e collettive
- Mostra d'arte del Sindacato siciliano fascista (Palermo, '29, '32, '33, '34, '35, '38, '39, '41, '42)
- Giovani pittori e scultori siciliani, La Camerata degli Artisti, (Roma '29)
- Quadriennale di Roma ('31, '35, '39, '48)
- Mostra degli artisti siciliani, (Tunisi, '31)
- Mostra internazionale d'arte sacra, (Padova, '31)
- Rotonda del Teatro Massimo, (Palermo, '32)
- Mostra regionale d'Arte Femminile, (Teatro Peloro, Messina, '32)
- Mostra d'arte del Sindacato nazionale fascista di belle arti, (Firenze, '33)
- Gruppo dei Quattro, Galleria del Milione, (Milano, '34)
- Mostra Internazionale di Belle Arti, (Varsavia, '33)
- Gruppo dei Quattro, Galleria Bragaglia Fuori Commercio, (Roma, '35)
- Biennale di Venezia, (Venezia, '36, '38, '42)
- VII Sindacale, (Siracusa, '37)
- Gruppo dei Quattro, Galleria La Cometa, (Roma, '37) con presentazione di Libero de Libero
- La Camerata degli Artisti, (Roma '40)
- Galleria Mediterranea, (Palermo '40, '54)
- Galleria Genova, (Genova, '41) con presentazione di Beniamino Joppolo. (Opere firmate a nome Guglielmo Pasqualino)
- Galleria Borgonuovo, (Milano, '42). (Opere firmate a nome Guglielmo Pasqualino)

- Galleria del Sagittarius, (Roma, '56)
- Galleria Arte al Borgo, (Palermo, '69, '72, '74) con presentazione, prima, di Nello Ponente, e poi di Raffaele De Grada
- Antologica alla Galleria 32, (Milano, '70) con presentazione di Vittorio Fagone e di Guttuso
- Galleria Don Chischiotte, (Roma, '71)
- Galleria La Rosta Due, (Bari, '72)
- Galleria d'Arte Il Messaggero, (Bivona, '74)
- Galleria La Nuova Sfera, (Milano, '75, '78) con presentazione di Carlo Munari
- Galleria La Robinia, (Palermo, '78, '80)
- Antologica alla Civica GAM, (Monreale, '80) con presentazione di Luigi Russo
- Antologica alla Civica di Palermo ('84) con presentazione di Guttuso e di Eva di Stefano
- Palazzo Venezia, (Roma, '86) con presentazione di Carmine Benincasa
- Gruppo dei Quattro, Palazzo Ziino, (Palermo, '99) con presentazione di Enrico Crispolti e Sergio Troisi
- Galleria Casa Sicilia, (Parigi, '04)
- Galleria di belle arti di Zurab Konstantinovič Cereteli, I pittori siciliani del Novecento, (Mosca, '04)
- Albergo delle Povere, Artedonna. Cento anni d'arte femminile in Sicilia 1850-1950, (Palermo, '12)

## Opere
(elenco parziale)
- Leda metafisica, ca. 1928, Coll. privata Berlino
- Guglielmo col gatto nero, 1929, Coll. privata
- L'infermiera, 1931, GAM di Palermo
- Ragazze alla finestra, 1932 Foto, Provveditorato agli studi di Palermo
- Ritratto femminile, 1937 Foto
- L'attesa, 1937 Foto, coll. privata
- Nudo di donna, s.d. Foto
- Ritratto maschile seduto, 1939 Foto
- L'aranceto, 1950 Foto, coll. privata
- Autoritratto, 1953 Foto
- Super Shell, 1970 Foto, Museum - Osservatorio dell'arte contemporanea in Sicilia, Bagheria
- Apollo 11, 1970 Foto, coll. privata
- Senza titolo, 1973 Foto
- Nudo sugli scogli, 1978  Foto
- L'arca, 1983 (opera donata alla città di Gibellina)
- "Ritratto di Giuseppe Tomasi di Lampedusa", 1985, Villa Zito di Palermo
- Paesaggio costiero, 1987 Foto
- Senza titolo, 1990 Foto Archiviato il 4 marzo 2016 in Internet Archive.

### Scritti di Lia Pasqualino Noto
- Catalogo della IV Mostra Regionale Sindacale d'Arte, Catania, marzo 1933
- La Composizione nella pittura moderna, L'Ora, Palermo, 14-15 novembre 1933
- Importazioni, L'Ora, Palermo, 22 febbraio 1934
- Giotto oggi, in Realizzazioni, Palermo, aprile 1934
- Fallimento della critica, L'Ora, Palermo, 26-27 giugno 1934
- Cose facili, L'Ora, Palermo, 26-27 giugno 1934
- Arte moderna in Sicilia, IL Tevere, Roma, 20 luglio 1934
- Il gruppo dei Quattro Siciliani, Sicilia, Palermo, 34, 1962
- Presentazione, Catalogo della mostra alla Galleria La Robinia, Palermo, 6-29 marzo 1980
- Una testimonianza autobiografica, in Lia Pasqualino Noto a Palermo dagli anni '30 ad oggi, catalogo della mostra, Milano, 1984
- L'amico dei nostri giovani anni, in Guttuso. Le immagini, la vita, le opere. Roma, 1987